# Menucocelsior
Menucocelsior („nad oblastí Fisque Menuco“) byl rod býložravého dinosaura z kladu Titanosauria, který žil na území dnešní Argentiny (provincie Río Negro, severní Patagonie) v období pozdní křídy (geologický věk maastricht, asi před 72 až 66 miliony let).

## Objev a popis
Fosilie tohoto sauropodního dinosaura byly objeveny v sedimentech bohatého geologického souvrství Allen. Formálně byl tento druh popsán v roce 2021, typový druh je M. arriagadai.
Fylogenetická analýzy ukázala, že se patrně jednalo o zástupce kladu Eutitanosauria, nikoliv ale kladů Colossosauria, Saltasaurinae nebo Aeolosaurini. Menucocelsior byl poměrně velkým dinosaurem, sdílejícím ekosystémy s mnoha dalšími druhy, jako jsou sauropodi rodu Rocasaurus i další zástupci éolosaurinů.